# Verband der deutschen altösterreichischen Landsmannschaften in Österreich

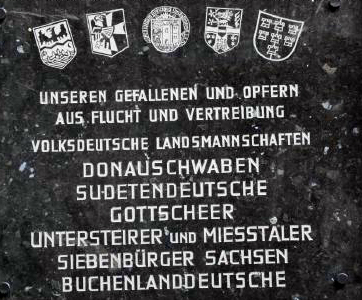
Gedenktafel der Volksdeutschen Landsmannschaften am Ulrichsberg (Berg), den Opfern der Heimatvertriebenen gewidmet

Der Verband der deutschen altösterreichischen Landsmannschaften in Österreich (VLÖ) ist die Dachorganisation mehrerer österreichischer Vertriebenenverbände, deren Anspruch es ist, die Interessen verschiedener Gruppen von Heimatvertriebenen deutscher Muttersprache aus den Gebieten der ehemaligen österreichisch-ungarischen Monarchie zu vertreten. Sitz des Vereins ist Wien.

## Geschichte
Nach Ende des Zweiten Weltkriegs 1945 hielten sich rund 300.000 vertriebene deutschsprachige Menschen aus Mittel- und Osteuropa in Österreich auf. Im Unterschied zu Deutschland, das von den Siegermächten verpflichtet wurde, die Flüchtlinge aus den Ostgebieten aufzunehmen und zu integrieren, wurden in Österreich lange keine gesetzlichen Grundlagen zur Integrierung der als Ausländer geltenden Personen getroffen. So war ihnen lediglich Land- und Bauarbeit erlaubt, selbst Korbflechten und Pantoffelmachen in Heimarbeit wurden den Vertriebenen laut einem Spiegel-Bericht an manchen Orten verboten. Auch die Auswanderung war aufgrund der alliierten Besatzung Österreichs kaum möglich. Im August 1950 gründete das Innenministerium einen Beirat für Flüchtlingsfragen (auch "Volksdeutscher Beirat" genannt), der mit je vier Delegierten von SPÖ und ÖVP besetzt wurde. Besonders die Beschleunigung von Einbürgerungen sowie die Anerkennung von Rentenansprüchen sollten durch den Beirat erreicht werden. Viele volksdeutsche Vertriebene erkannten diesen Beirat jedoch nie an. Ab 1950 gründeten sich zunehmend immer mehr Vertriebenenverbände, die sich schließlich 1954 in Linz mit dem "Verband der Volksdeutschen Landsmannschaften Österreichs" eine Dachorganisation gaben. Damit sollten mehr Koordination und ein einziger Ansprechpartner für die Politik geschaffen werden.
Der VLÖ unterstützte in den letzten Jahren vor allem in Österreich lebende Anspruchsberechtigte bei Restitutionsverfahren in Serbien und Kroatien, wo Entschädigungsgesetze existieren. Zudem lobbyiert er für die Schaffung von Restitutionsgesetzen in Tschechien und der Slowakei sowie der Anerkennung der Sloweniendeutschen als Minderheit in Slowenien.
Im November 2014 benannte sich der VLÖ in die jetzige Form um. Der Begriff "Volksdeutsche Landsmannschaften" wurde durch "Deutsche Altösterreichische Landsmannschaften" ersetzt, was laut der Universität Oldenburg der "politischen Belastung des Begriffs geschuldet" sei.

## Die Zielsetzung des Verbandes
Das wichtigste Ziel dieses Verein ist die Bewahrung der Identität der einzelnen vertriebenen Volksgruppen. Der Verein bekämpft Unrecht und setzt die Menschenrechte durch. Der Verband fordert moralische, rechtliche und wirtschaftliche Wiedergutmachung des an den Heimatvertriebenen begangenen Unrechts ein.
Des Weiteren fordert er die Aufhebung von Dekreten und Beschlüssen wie der AVNOJ-Beschlüsse und der Beneš-Dekrete.

## Mitglieder des VLÖ
- Sudetendeutsche Landsmannschaft in Österreich
- Donauschwäbische Arbeitsgemeinschaft
- Bundesverband der Siebenbürger Sachsen in Österreich
- Landsmannschaft der Buchenlanddeutschen in Österreich
- Verband der Banater Schwaben Österreichs
- Landsmannschaft der Deutsch-Untersteirer in Österreich
- Karpatendeutsche Landsmannschaft in Österreich
- Österreichischer Heimatbund Beskidenland